# Gonzalo Abrego
Gonzalo Damián Abrego (Maipú, Argentina; 7 de enero de 2000) es un futbolista argentino. Juega de centrocampista y su equipo actual es el Godoy Cruz de la Primera División de Argentina.

## Trayectoria
Abrego entró a las inferiores del Godoy Cruz a los catorce años, y fue promovido al primer equipo en 2020. Debutó en la Primera División el 29 de noviembre ante Banfield. El 11 de julio de 2022 anotó el segundo gol en la victoria por 0-2 sobre River Plate, Abrego dedicó el tanto a su madre fallecida.
En agosto de 2023, fue cedido a la Unione Sportiva Cremonese de Italia.

## Estadísticas
Actualizado al último partido disputado el 25 de noviembre de 2023.
| Club                 | Div.          | Temporada     | Liga  | Liga  | Copas nacionales | Copas nacionales | Copas internacionales | Copas internacionales | Total | Total |
| Club                 | Div.          | Temporada     | Part. | Goles | Part.            | Goles            | Part.                 | Goles                 | Part. | Goles |
| -------------------- | ------------- | ------------- | ----- | ----- | ---------------- | ---------------- | --------------------- | --------------------- | ----- | ----- |
| Godoy Cruz Argentina | 1.ª           | 2020-21       | 4     | 0     | 4                | 0                | —                     | —                     | 8     | 0     |
| Godoy Cruz Argentina | 1.ª           | 2021          | 34    | 1     | 0                | 0                | —                     | —                     | 34    | 1     |
| Godoy Cruz Argentina | 1.ª           | 2022          | 38    | 2     | 3                | 0                | —                     | —                     | 41    | 2     |
| Godoy Cruz Argentina | 1.ª           | 2023          | 26    | 3     | 2                | 0                | —                     | —                     | 28    | 3     |
| Godoy Cruz Argentina | Total club    | Total club    | 102   | 6     | 9                | 0                | 0                     | 0                     | 111   | 6     |
| Cremonese Italia     | 2.ª           | 2023-24       | 9     | 0     | 1                | 0                | —                     | —                     | 10    | 0     |
| Cremonese Italia     | Total club    | Total club    | 9     | 0     | 1                | 0                | 0                     | 0                     | 10    | 0     |
| Total carrera        | Total carrera | Total carrera | 111   | 0     | 10               | 0                | 0                     | 0                     | 121   | 6     |